# Georges Zenowicz
Georges Constantin Zenowicz, (Zénovietz, Zenovitz) né en avril 1780 à Zamoche (Lituanie) et mort en 1853 en Belgique, est un militaire polonais au service de la France.

## Biographie
Issu d'une famille noble de Lituanie (Despot-Zenowicz), il a très jeune une esprit patriotique et conspire dès 1797 contre l'occupation russe. Il s'engage dans les rangs des légions polonaises de l'Armée de Dombrowski en Italie.
Il est blessé lors de la Bataille de Novi (1799), rentre à Paris auprès de son parent Kościuszko qui l'engage à se faire naturaliser Français, ainsi qu'à entrer à l'école Polytechnique.
Mais il préfère le service actif et se place sous les ordres du général Oudinot, dans un régiment de grenadiers.
Il est promu chef d’escadron en 1800. Il est aux combats en Autriche (1805), puis en Prusse (1806). Il est Lieutenant-colonel à la date du 1er avril 1807.
Il se fait remarquer à Eylau et à Wagram. 
Après la chute de l'empire, les Polonais sont invités à retourner dans leur partie, Mais Zenowicz fait valoir son ancienne naturalisation française.
Pendant les Cent-Jours, il est attaché au quartier impérial.
Du Champ de bataille de Waterloo, il porte l'ordre au général Grouchy de rejoindre Napoléon, mais trop tard pour être décisivement favorable. L'armée de la Loire est licenciée et Zenowicz rentre à Paris.
En janvier 1816, le premier numéro du Nain tricolore, journal satirique d'opposition, est publié. L'affaire est portée devant le tribunal où Zenowicz est accusé. Défendu par son avocat, Me Poultier, puis par lui-même, il est néanmoins jugé coupable d'avoir assisté Robert Babeuf, puis arrêté. Il est condamné à la peine de déportation, avec ses comparses Bouquot, Babeuf, et Duféy. 
Dès lors, il vit en exil après que sa peine de déportation soit commuée en bannissement de France. Il se trouve en Allemagne en 1820 lorsqu'il publie un premier ouvrage sur Waterloo. En 1823, il passe en Espagne, puis en 1827, il est Belgique et ne retourne en France qu'après les Trois Glorieuses.
Désireux rétablir la vérité sur les faits qui lui sont reprochés dans les ouvrages de de Vaulabelle et de Vaudoncourt, il publie sa Déposition sur les quatre journées de la campagne de 1815 en 1848.

## Publication
- Waterloo. Déposition sur les quatre journées de la campagne de 1815, Paris, Ledoyen, 1848[3].